# Charles Émile Troisier
Charles Émile Troisier (Sévigny-Waleppe, 1844 – Parigi, 1919) è stato un medico francese.
Descrisse il segno di Troisier e la sindrome di Troisier-Hanot-Chauffard. Lavorò negli ospedali di Parigi.